# Nút giao thông Trạm 2
Nút giao thông Trạm 2 là một nút giao thông ba tầng tại thành phố Thủ Đức, thành phố Hồ Chí Minh, bao gồm một hệ thống các cầu vượt, hầm chui và đường gom. Đây là điểm giao giữa Quốc lộ 1 và Xa lộ Hà Nội, và là cửa ngõ phía Đông kết nối trung tâm thành phố với các tỉnh Bình Dương và Đồng Nai.

## Vị trí
Nút giao thông Trạm 2 là một ngã ba nằm giữa phường Tân Phú và Linh Trung thuộc thành phố Thủ Đức, giao giữa 3 đoạn:
- Xa lộ Hà Nội (đoạn Quốc lộ 52) hướng cầu Sài Gòn vào trung tâm thành phố
- Xa lộ Đại Hàn (Quốc lộ 1) hướng ngã tư Linh Xuân đi Bình Dương.
- Xa lộ Hà Nội (đoạn Quốc lộ 1) hướng Tân Vạn và cầu Đồng Nai đi Đồng Nai.

Phía Bắc nút giao giáp với Khu đô thị Đại học Quốc gia TP.HCM, còn phía Nam giúp với Khu Công nghệ cao TP.HCM.

## Thiết kế
Nút giao thông có quy mô 27ha, bao gồm một cụm các cầu vượt, hầm chui và đường gom tạo thành một nút giao bố trí hình hoa thị đầu tiên ở Việt Nam.
- Cầu vượt 1 và cầu vượt 2: Hoàn thành năm 2004, gồm 3 làn xe ô tô và 1 làn xe máy mỗi cầu.[1]
- Hệ thống nút giao dạng hoa thị: Hoàn thành năm 2004, thiết kế hình hoa thị gồm 4 vòng tròn đường kính 420m và các đường gom.[1]
- Hầm chui trái (hướng đi cầu Sài Gòn): Khởi công năm 2017 và hoàn thành năm 2023. Thiết kế dạng hầm chui đốt hở dài 780 m với các đoạn hầm chui dài 92 m, tĩnh không 2,5 m.[3]
- Hầm chui phải (hướng đi cầu Đồng Nai): Khởi công năm 2017 và vẫn chưa hoàn thành do vướng mặt bằng. Thiết kế dạng hầm chui đốt hở dài 1.020 m với các đoạn hầm chui dài 120m.[3]

Phía trên nút giao thông Trạm 2 có tuyến đường sắt đô thị số 1 (Bến Thành – Suối Tiên) bắt ngang qua.

## Hiện trạng

### Chậm thông xe hầm chui
Dù khởi công từ năm 2017, hầm chui phải (hướng đi cầu Đồng Nai) hiện vẫn chưa hoàn thành do còn mặt bằng cuối hầm chui ở phường Tân Phú chưa giải tỏa. Do chưa có hầm chui, xe máy phải chạy vòng lên đường nhánh rồi mới xuống lại đường chính để đi tiếp hướng cầu Đồng Nai.

### Sự cố sụt lún
Sáng 15 tháng 9 năm 2015, một đoạn đường dẫn lên cầu vượt dài 20 m và rộng 2 m bị sụt lún do mưa lớn vào tối hôm 14. Đến chiều ngày 25 thì sự số được khắc phục.